# TNT (formație)
TNT a fost o formație românească de muzică care a apărut în anul 2002 și era compusă din trei membre: Dea, Lala și Tisha. Trupa a devenit celebră prin hitul Ani de liceu 2002 ce era o adaptare după coloana sonora a filmului Liceenii (1987). 
În 2006, TNT lansează un nou album, Eu & Tu. Formația, devenită duet (Laura și Lala) aduce pop-funk-ul cu influențe etno-hippie în premieră în România.

## Conținutul albumului „Eu & Tu”
1. Eu & Tu
2. Numai a ta
3. Pierduta-n Rai
4. The One (cu DJ Star)
5. Fără tine nu exist
6. Eu & Tu (Adi Motoo Remix)
7. Strada mea
8. Carusel (Let’s Go!)
9. I Love Rock’n’Roll (cover)
10. Fără tine nu exist (Chill Out Remix)
11. Eu & Tu (Adi Motoo Remix – radio cut)
12. Eu & Tu (Optick Remix)